# Lluis Teixido Sala
Luis Teixidó Sala (Les Masies de Voltregà, 15 agosto 1978) è un ex hockeista su pista spagnolo.

## Palmarès

### Giocatore

#### Club

##### Competizioni nazionali
- Coppa del Re: 1

Reus Deportiu: 2006
- Supercoppa di Spagna: 3

Reus Deportiu: 2006
Barcellona: 2007, 2008
- Campionato spagnolo: 3

Barcellona: 2007-2008, 2008-2009, 2009-2010

##### Competizioni internazionali
- Coppa CERS/WSE: 2

Reus Deportiu: 2002-2003, 2003-2004
- CERH European League: 2

Barcellona: 2007-2008, 2009-2010
- Supercoppa d'Europa/Coppa Continentale: 2

Barcellona: 2007-2008, 2008-2009
- Coppa Intercontinentale: 1

Barcellona: 2008

#### Nazionale
- Campionato mondiale: 3

San Juan 2001, San Jose 2005, Montreux 2007
- Campionato europeo: 5

Wimmis 2000, Firenze 2002, La Roche-sur-Yon 2004, Monza 2006, Oviedo 2008
- Coppa delle Nazioni: 3

2001, 2003, 2005